# Juliana Stratton

Juliana Stratton (2018)

Juliana Stratton (* 8. September 1965 in Chicago als Juliana Wiggins) ist eine US-amerikanische Politikerin der Demokratischen Partei und seit dem 14. Januar 2019 Vizegouverneurin des Bundesstaats Illinois. Sie gehörte zuvor seit 2017 dem Repräsentantenhaus von Illinois an.

## Leben
Juliana Stratton wuchs in der South Side von Chicago als Tochter eines Arztes und einer Lehrerin auf. Sie besuchte später die University of Illinois und machte dort den Bachelor of Science. Im Anschluss graduierte sie von der DuPaul University mit einem Abschluss in Rechtswissenschaften. Danach arbeitete sie als Juristin, zuletzt bei einer Kanzlei für Mediation. Ab 2015 war sie an der Universität von Illinois als Direktorin für Recht und Sicherheit beschäftigt. Politisch engagierte sie sich bei der Demokratischen Partei und kandidierte 2016 für einen Sitz im Repräsentantenhaus von Illinois. Bei der demokratischen Vorwahl siegte sie über den Amtsinhaber Kenneth Dunkin und wurde im November 2016 zur Abgeordneten gewählt. Im August 2017 nahm sie das Angebot von J. B. Pritzker, einem Bewerber für das Gouverneursamt, an, als seine Vizegouverneurin zu kandidieren. Pritzker und Stratton setzten sich im März 2018 bei der demokratischen Vorwahl durch und wurden damit als Kandidaten für die Gouverneurswahl am 6. November 2018 nominiert. Bei dieser Abstimmung siegten die beiden mit 54 % der Stimmen über den republikanischen Amtsinhaber Bruce Rauner und dessen Running Mate Evelyn Sanguinetti. Pritzker und Stratton wurden am 14. Januar 2019 für ihre neuen Ämter vereidigt. Stratton ist die erste Afroamerikanerin in diesem Amt.
Juliana Stratton ist verheiratet und hat drei Kinder. Zu ihren Hobbys zählt sie Marathonlaufen und Triathlon.